# Eurema mexicana
Espèce
Eurema mexicana est un  insecte lépidoptère de la famille des Pieridae de la sous-famille des Coliadinae et du genre Eurema.

## Dénomination
Eurema mexicana a été nommé par Jean-Baptiste Alphonse Dechauffour de Boisduval en 1836.
Synonyme : Terias mexicana Boisduval, [1836].

### Noms vernaculaires
Eurema mexicana se nomme Mexican Yellow en anglais.

### Sous-espèces
- Eurema  mexicana  mexicana ; en Arizona, au Texas, au Kansas et au Mexique et au Honduras
- Eurema  mexicana bogotana (C. & R. Felder, 1861) ; en Colombie[1].

## Description
Eurema mexicana est un papillon de taille moyenne (son envergure varie de 44 à 63 mm) aux ailes postérieures découpées en pointe, de couleur crème à jaune très pâle bordées de noir, formant à l'apex des antérieures un dessin dit en« tête de loup ».

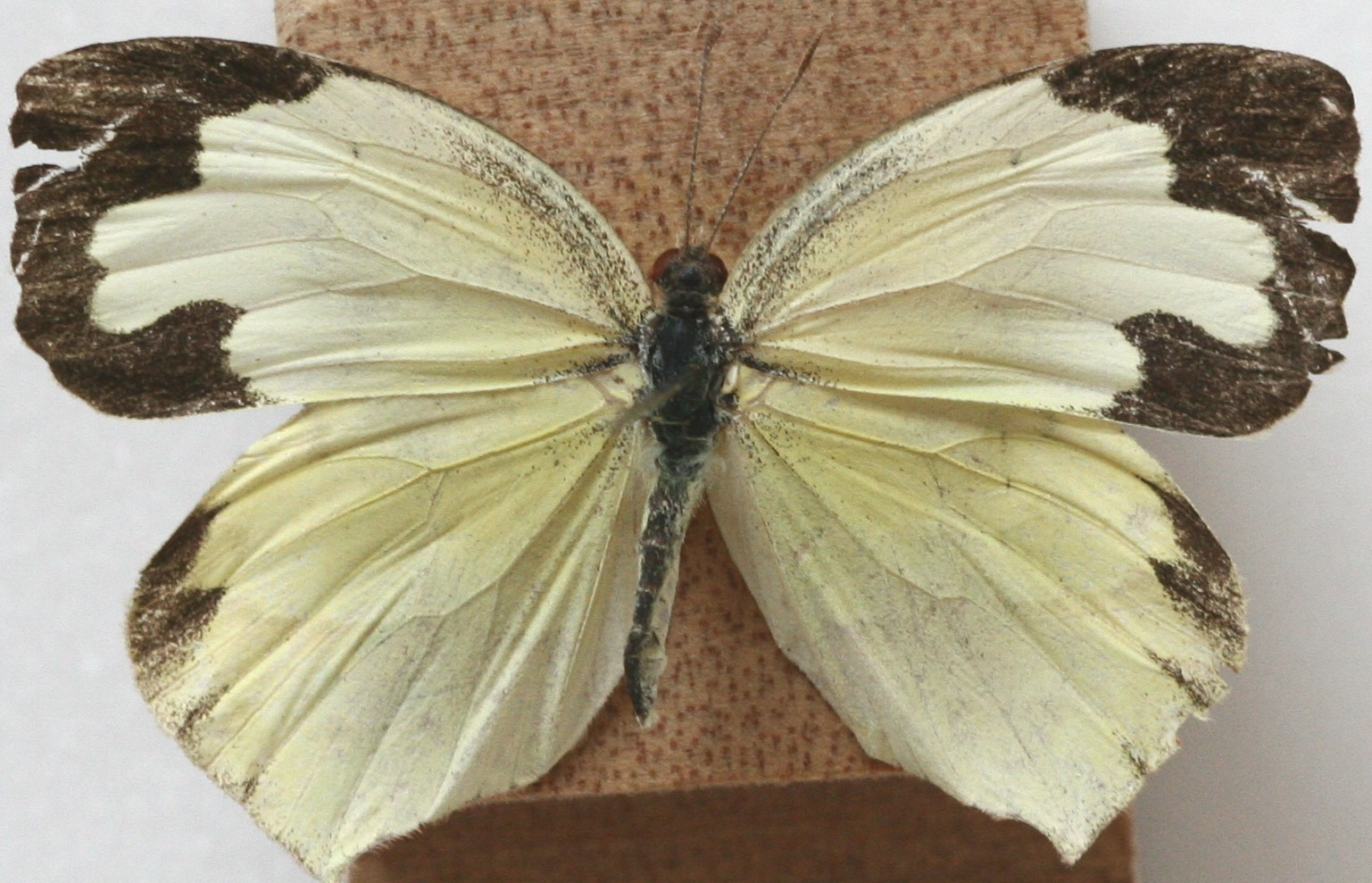
Eurema mexicana femelle

Le revers est de couleur crème à jaune très pâle.

### Chenille
La chenille est de couleur vert pâle.

## Biologie
C'est un migrateur : il est résidant en Amérique du Sud, Amérique Centrale et dans le sud du Texas et migrateur dans tout l'ouest des États-Unis et particulièrement dans le Mississippi, Arkansas, Illinois, et le Michigan,.

### Plantes hôtes
Les plantes hôtes de sa chenille  des Cassia et Diphysa robinoides.

## Écologie et distribution
Eurema mexicana  est présent dans toute l'Amérique du Sud et dans le centre de l'Amérique du Nord Amérique Centrale et dans le sud du Texas
Il est migrateur habituel dans l'ensemble des plaines du centre des États-Unis, plus rare dans l'est sur la côte atlantique et dans le nord-ouest. Il est migrateur occasionnel plus au nord avec comme limite au Canada le sud de l'Ontario et du Manitoba,.

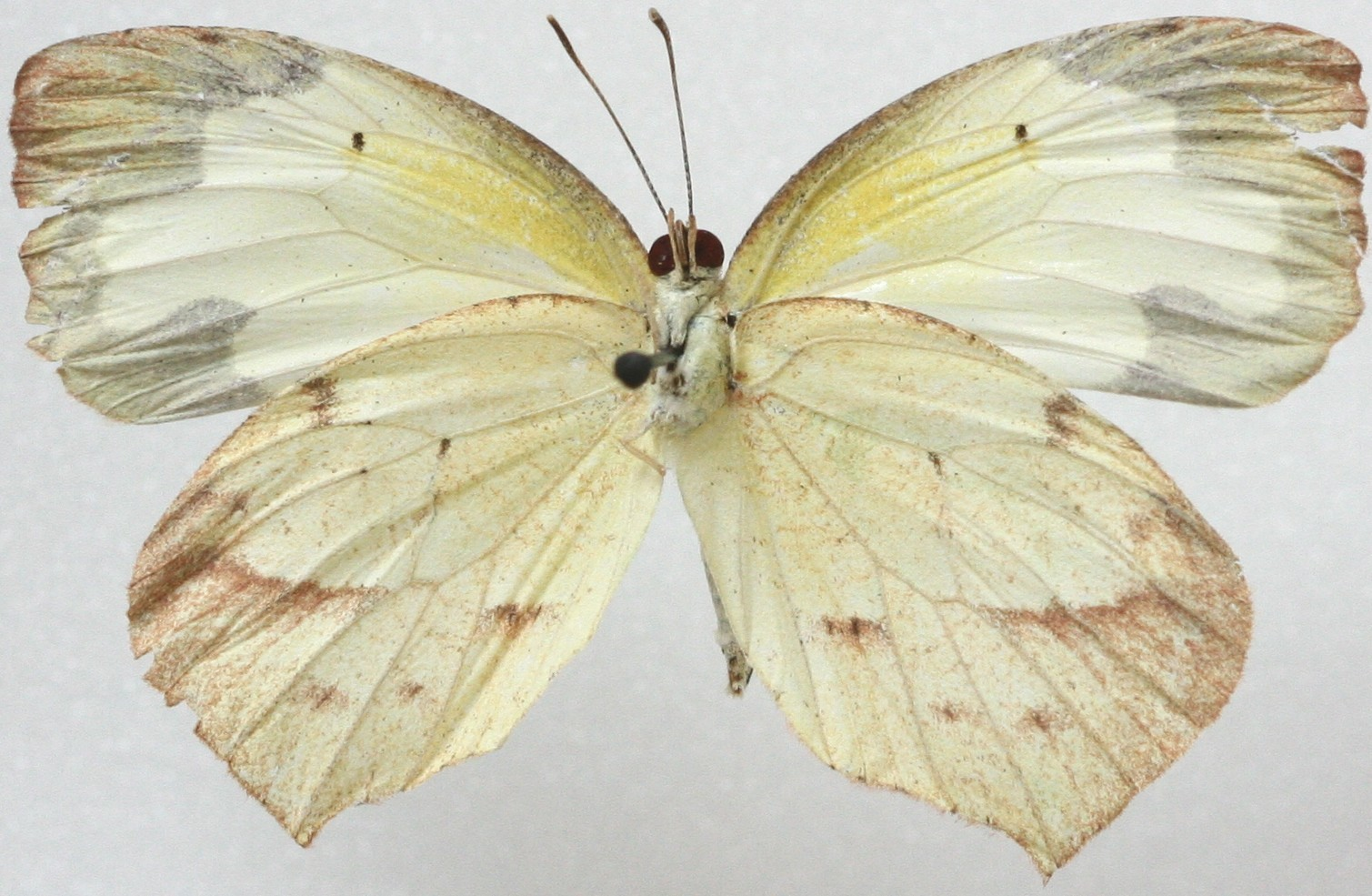
Eurema mexicana femelle

### Biotope
Il réside dans les espaces ouverts.

### Protection
Pas de statut de protection particulier.